# Мідяні буки
«Мідяні́ бу́ки» — твір із серії «Пригоди Шерлока Холмса» Артура Конана Дойля. Вперше опубліковано в журналі Strand Magazine у червні 1892 року.

## Сюжет
До Шерлока Холмса звертається за допомогою молода дівчина, міс Віолет Гантер, яка самостійно заробляє на життя, працюючи гувернанткою. Їй надходить надзвичайно вигідна пропозиція від однієї родини, що живе в заміському маєтку «Мідяні буки». Через скрутне фінансове становище вона змушена прийняти цю пропозицію. За щедру плату вона повинна виконувати ряд досить дивних прохань своїх наймачів, містера та місіс Рукасл, зокрема, змінити свою зачіску і в певні години сидіти спиною до вікна на веранді, слухати історії містера Рукасла та сміятись при цьому та ще й носити чужий одяг. Вона помічає, що під час цього процесу хазяїни дивляться з певною тривогою у вікно. Наступного разу молодиця бере з собою дзеркало, їй вдається побачити, що під час її читання за нею спостерігає хлопець. Господар та господиня, побачивши це, дуже занепокоїлися та посварили її. Одного дня дівчина помічає що в зачинене крило будинку постійно навідується господар, несучи з собою невелику торбинку. Дівчина підозрює, що справа нечиста, й просить допомоги у детектива.
У результаті розслідування стає відомо, що в забороненому крилі переховують доньку Рукаслів, Алісу. Віолет Гантер, сидячи на веранді, насправді зображує Алісу, щоб переконати невідомого на дорозі, нібито Аліса живе нормальним життям у колі родини. Одного разу, коли містер Рукасл був у нетверезому стані, гувернантка забирає в нього ключі і разом з Холмсом заходять у заборонене крило. Кімната, де перебувала Аліса, виявляється порожньою. Прибігає господар, він подумав, що це Холмс щось зробив з його донькою, і спускає на нього пса-мастифа. Пес накидається на свого господаря, поранивши його.
Наречений (невідомий з вулиці) разом з Алісою (яка, до речі, була падчеркою місіс Рукасл, бо її мати померла) тікають та таємно одружуються. Містер Рукасл стає інвалідом. Віолет Гантер влаштовується в школу для дівчаток.

## Галерея
- The Copper Beeches (1912)

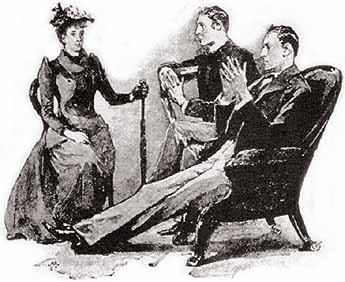
Віолет Гантер під час візиту у детектива
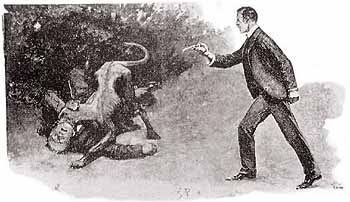
Ватсон рятує містера Рукасла від його мастифа